# Galia Dvorak
Galia Dvorak (ukrainisch Halyna Wolodymyriwna Dworak Chassanowa Галина Володимирівна Дворак Хасанова, wiss. Transliteration Halyna Volodymyrivna Dvoržak Chasanova; * 1. April 1988 in Kiew, Ukrainische SSR) ist eine spanische Tischtennisspielerin ukrainischer Herkunft. Sie nahm dreimal an Olympischen Spielen teil.

## Werdegang
Im Jahr 2000 trat sie erstmals international auf, damals erreichte sie bei der Schüler-Europameisterschaft das Achtelfinale im Doppel mit Marc Duran. 2002 folgten weitere Auftritte, da sie vom spanischen Verband im Jahr 2001 wenig eingesetzt wurde. So konnte sie beim Jugend-TOP-12 Turnier den neunten Platz erreichen und somit bestplatzierte Spanierin werden. Bei der Schüler-EM holte Dvorak drei Medaillen, nämlich Silber im Einzel und Gold im Doppel und mit der Mannschaft.
2003 konnte sie bei der Jugend-Weltmeisterschaft, wo sie zum ersten Mal teilnahm, das Achtelfinale im Doppel erreichen. Ansonsten nahm die Spanierin noch an der Schüler-EM teil, um dort Gold mit Elizabeta Samara zu gewinnen. Wegen guter Leistungen durfte sie an den Weltmeisterschaften in Paris teilnehmen und konnte dort im Mixed mit He Zhiwen immerhin die dritte Runde erreichen.
Im Jahr 2004 gewann Dvorak diesmal bei der Jugend-EM Gold im Doppel sowie mit der Mannschaft. Bei der Jugend-WM erreichte sie mit Dimitrij Ovtcharov das Viertelfinale. Ansonsten folgten weitere Auftritte erst 2005. Den dritten Rang konnte sie in diesem Jahr bei der Jugend-EM wieder erreichen, bevor sie zeitweise bei der WM früh scheiterte.
2006 nahm sie mit der Mannschaft an der WM teil, das spanische Team scheiterte jedoch bereits in der Gruppenphase. Wegen guter Leistungen bei der Jugend-WM qualifizierte sie sich vorzeitig für die Olympischen Spiele 2008 in Peking, wo Dvorak im Einzel unter die besten 16 kam und mit der Mannschaft Platz neun erreichte. Bei der EM erreichte sie im Einzel die Runde der letzten 32. 2009 folgten keine großen Erfolge, dafür konnte sie 2010 mit dem spanischen Team das Achtelfinale bei der WM erreichen.
Im Jahr 2011 konnte sie verletzungsbedingt international nicht auftreten, konnte aber trotzdem einen Startplatz für die Olympischen Spiele 2012 in London erringen, wie auch 2008 scheiterte sie im Einzel und mit der Mannschaft.
2013 konnte Dvorak Bronze mit Matilda Ekholm bei der EM gewinnen, bei der WM musste sie sich Li Xiaoxia in der zweiten Runde geschlagen geben.
2014 war sie in der Auswahl des spanischen Teams bei der EM, das das Achtelfinale erreichen konnte.
An den Europaspielen 2015 konnte sie nach Verletzungen teilnehmen, musste sich aber im Achtelfinale geschlagen geben.
Nach den Olympischen Spielen 2016 trat sie international seltener auf.

## Turnierergebnisse
| Verband | Veranstaltung               | Jahr | Ort               | Land | Einzel        | Doppel        | Mixed         | Team          |
| ------- | --------------------------- | ---- | ----------------- | ---- | ------------- | ------------- | ------------- | ------------- |
| ESP     | Olympische Spiele           | 2008 | Peking            | CHN  |               |               |               | letzte 16     |
| ESP     | Olympische Spiele           | 2012 | London            | ENG  |               |               |               | letzte 16     |
| ESP     | Olympische Spiele           | 2016 | Rio de Janeiro    | BRA  | letzte 64     |               |               |               |
| ESP     | Europaspiele                | 2015 | Baku              | AZE  | letzte 16     |               |               |               |
| ESP     | Europaspiele                | 2019 | Minsk             | BLR  | letzte 48     |               | Viertelfinale | letzte 16     |
| ESP     | Weltmeisterschaft           | 2003 | Paris             | FRA  | letzte 128    | letzte 64     | letzte 32     |               |
| ESP     | Weltmeisterschaft           | 2004 | Doha              | QAT  |               |               |               | 26. Platz     |
| ESP     | Weltmeisterschaft           | 2005 | Shanghai          | CHN  | letzte 128    | letzte 64     | letzte 128    |               |
| ESP     | Weltmeisterschaft           | 2006 | Bremen            | GER  |               |               |               | 28. Platz     |
| ESP     | Weltmeisterschaft           | 2007 | Zagreb            | HRV  | letzte 128    | letzte 32     | letzte 64     |               |
| ESP     | Weltmeisterschaft           | 2008 | Guangzhou         | CHN  |               |               |               | 19. Platz     |
| ESP     | Weltmeisterschaft           | 2009 | Yokohama          | JPN  | letzte 64     | letzte 32     | letzte 128    |               |
| ESP     | Weltmeisterschaft           | 2010 | Moskau            | RUS  |               |               |               | 15. Platz     |
| ESP     | Weltmeisterschaft           | 2011 | Rotterdam         | NED  | letzte 64     | letzte 16     | letzte 64     |               |
| ESP     | Weltmeisterschaft           | 2012 | Dortmund          | GER  |               |               |               | 17. Platz     |
| ESP     | Weltmeisterschaft           | 2013 | Paris             | FRA  | letzte 128    | letzte 64     |               |               |
| ESP     | Weltmeisterschaft           | 2015 | Suzhou            | CHN  | letzte 64     | letzte 32     |               |               |
| ESP     | Weltmeisterschaft           | 2016 | Kuala Lumpur      | MAS  |               |               |               | 21. Platz     |
| ESP     | Weltmeisterschaft           | 2017 | Düsseldorf        | GER  | letzte 64     | letzte 32     | Viertelfinale |               |
| ESP     | Weltmeisterschaft           | 2018 | Halmstad          | SWE  |               |               |               | 25. Platz     |
| ESP     | Weltmeisterschaft           | 2019 | Budapest          | HUN  | letzte 128    | letzte 64     | letzte 32     |               |
| ESP     | Europameisterschaft         | 2002 | Zagreb            | HRV  | letzte 64     | letzte 64     | letzte 64     | 16. Platz     |
| ESP     | Europameisterschaft         | 2003 | Courmayeur        | ITA  | letzte 64     | letzte 32     | letzte 128    |               |
| ESP     | Europameisterschaft         | 2005 | Aarhus            | DEN  | letzte 64     | letzte 16     | letzte 128    |               |
| ESP     | Europameisterschaft         | 2007 | Belgrad           | SRB  | letzte 64     | Viertelfinale | letzte 128    |               |
| ESP     | Europameisterschaft         | 2008 | St. Petersburg    | RUS  | letzte 32     | letzte 32     |               | Viertelfinale |
| ESP     | Europameisterschaft         | 2009 | Stuttgart         | GER  | letzte 128    | letzte 64     |               | letzte 16     |
| ESP     | Europameisterschaft         | 2010 | Ostrava           | CZE  | letzte 32     | letzte 16     |               | Viertelfinale |
| ESP     | Europameisterschaft         | 2011 | Danzig            | POL  | letzte 128    | letzte 16     |               | Viertelfinale |
| ESP     | Europameisterschaft         | 2012 | Herning           | DEN  | letzte 64     |               |               |               |
| ESP     | Europameisterschaft         | 2013 | Schwechat         | AUT  | letzte 64     | Halbfinale    |               | 10. Platz     |
| ESP     | Europameisterschaft         | 2014 | Lissabon          | POR  |               |               |               | letzte 16     |
| ESP     | Europameisterschaft         | 2015 | Jeketarinburg     | RUS  | letzte 64     | letzte 16     |               | 17. Platz     |
| ESP     | Europameisterschaft         | 2016 | Budapest          | HUN  | letzte 32     | letzte 16     | letzte 32     |               |
| ESP     | Europameisterschaft         | 2017 | Luxemburg         | LUX  |               |               |               | letzte 16     |
| ESP     | Europameisterschaft         | 2018 | Alicante          | ESP  | letzte 64     | letzte 16     | Viertelfinale |               |
| ESP     | Europameisterschaft         | 2019 | Nantes            | FRA  |               |               |               | letzte 16     |
| ESP     | Jugend-Weltmeisterschaft    | 2003 | Santiago de Chile | CHI  | letzte 32     | letzte 16     | letzte 32     |               |
| ESP     | Jugend-Weltmeisterschaft    | 2004 | Kōbe              | JPN  |               | Viertelfinale | letzte 32     |               |
| ESP     | Jugend-Weltmeisterschaft    | 2005 | Linz              | AUT  | Viertelfinale | Silber        | letzte 16     | 3             |
| ESP     | Jugend-Weltmeisterschaft    | 2006 | Kairo             | EGY  | letzte 32     | letzte 16     | letzte 32     |               |
| ESP     | Jugend-TOP 10               | 2002 | Novi Sad          | SRB  | 9. Platz      |               |               |               |
| ESP     | Jugend-TOP 10               | 2003 | Ruzomberok        | SAU  | 5. Platz      |               |               |               |
| ESP     | Schüler-Europameisterschaft | 2000 | Bratislava        | SVK  |               |               | letzte 16     |               |
| ESP     | Schüler-Europameisterschaft | 2001 | Terni             | BUL  | Silber        | Silber        |               | 1             |
| ESP     | Schüler-Europameisterschaft | 2002 | Moskau            | RUS  | Silber        |               | Gold          | 1             |
| ESP     | Schüler-Europameisterschaft | 2003 | Novi Sad          | BUL  |               | Gold          |               |               |
| ESP     | Jugend-Europameisterschaft  | 2004 | Budapest          | HUN  | Gold          | Viertelfinale | letzte 16     | 1             |
| ESP     | Jugend-Europameisterschaft  | 2005 | Prag              | CZE  | Halbfinale    | letzte 16     | Viertelfinale | 1             |
| ESP     | Jugend-Europameisterschaft  | 2006 | Sarajevo          | BIS  | Halbfinale    | Viertelfinale | Viertelfinale | Viertelfinale |

## Verein
- seit 2010:  ALCL TT Grand-Quevilly[1]

## Doppelpartnerinnen
Nennung von (festen) und (nichtfesten) Doppelpartnerinnen Dvoraks:
- 2003:  Elizabeta Samara
- 2006:  Li Bin
- 2001–2011:  Sara Ramírez
- 2013:  Matilda Ekholm
- 2015–2017:  Xiao Maria